# Cantonul Saint-Péray
Cantonul Saint-Péray este un canton din arondismentul Tournon-sur-Rhône, departamentul Ardèche, regiunea Rhône-Alpes, Franța.

## Comune
- Alboussière
- Champis
- Châteaubourg
- Cornas
- Guilherand-Granges
- Saint-Péray (reședință)
- Saint-Romain-de-Lerps
- Saint-Sylvestre
- Soyons
- Toulaud